# Neusa Cadore
Neusa Cadore (Gaspar, 9 de fevereiro de 1955) é uma política brasileira filiada ao Partido dos Trabalhadores (PT). Foi prefeita do município de Pintadas entre 1997-2004. Eleita deputada estadual em 2006, sendo reeleita em 2010, 2014, 2018 e 2022. Assumiu novamente o cargo eletivo estadual em 03 de março, para o mandato de 2023/2027.
Em Junho de 2024 foi nomeada pelo governador Jerônimo Rodrigues, como secretária estadual de Políticas para as Mulheres, Radiovaldo Costa, também do PT, assumiu sua cadeira como primeiro suplente.